# Sempere
Sempere es un municipio español perteneciente a la provincia de Valencia y la comarca del Valle de Albaida, en la Comunidad Valenciana. Cuenta con una población de 29 habitantes (INE 2024).

## Geografía

Localización en el Valle de Albaida

Situado en la margen izquierda del río que da nombre a la comarca. Las reducidas proporciones de este término apenas dan lugar a una diferenciación del relieve. Lo único destacable está en el río Albaida, que toca el término por su parte oriental.
El clima es de tipo mediterráneo.
Desde Valencia, se accede a esta localidad a través de la A-7 para enlazar con la N-340 para finalizar en la CV-613.

### Localidades limítrofes
El término municipal de Sempere limita con las siguientes localidades:
Alfarrasí, Bellús, Benigánim, Benisuera, Guadasequies, Otos, y Puebla del Duc, todas ellas de la provincia de Valencia.

## Historia
Su origen histórico está probablemente en una alquería musulmana que, tras la conquista cristiana, pasó a pertenecer a Núñez Núñez. Destacó en siglos pasados por su habilidad alfarera.

## Demografía
Sempere cuenta con una población de 29 habitantes (INE 2024).
| Gráfica de evolución demográfica de Sempere entre 1842 y 2021                                                       |
| |
| Población de derecho según los censos de población del INE Población de hecho según los censos de población del INE |

## Economía
Su economía descansa fundamentalmente en la agricultura, siendo el vino su principal fuente de ingresos. En secano se encuentra la vid, los frutales y los cereales. En regadío están las hortalizas, maíz y frutales.
No tiene industrias.

## Administración y política
| Periodo   | Nombre                    | Partido   |
| --------- | ------------------------- | --------- |
| 1979-1983 | Emilio Ortola             | PSPV-PSOE |
| 1983-1987 | Emilio Ortola             | PSPV-PSOE |
| 1987-1991 | Emilio Ortola             | PSPV-PSOE |
| 1991-1995 | Emilio Ortola             | PSPV-PSOE |
| 1995-1999 | Emilio Ortola             | PSPV-PSOE |
| 1999-2003 | Miguel Juan Vidal         | PSPV-PSOE |
| 2003-2007 | Miguel Juan Vidal         | PSPV-PSOE |
| 2007-2011 | Miguel Juan Vidal         | PSPV-PSOE |
| 2011-2015 | Miguel Juan Vidal         | PSPV-PSOE |
| 2015-2019 | Miguel Juan Vidal         | PSPV-PSOE |
| 2019-2023 | Mª Dolores Ortolá Esparza | PSPV-PSOE |
| 2023-act. | Mª Dolores Ortolá Esparza | PSPV-PSOE |

## Patrimonio
- Iglesia parroquial. Dedicada a San Pedro Apóstol. De gran valor artístico y digna de visitar, la catedral del río.

## Fiestas locales
- San Blas. Se celebra el primer fin de semana de febrero
- Corpus Christi. Se celebra el domingo más cercano a la fiesta litúrgica de Sant Pedro (29 de junio)
- Santíssimo Cristo de Gracia Se celebra el tercer domingo de octubre.